# موتور بلبرینگ

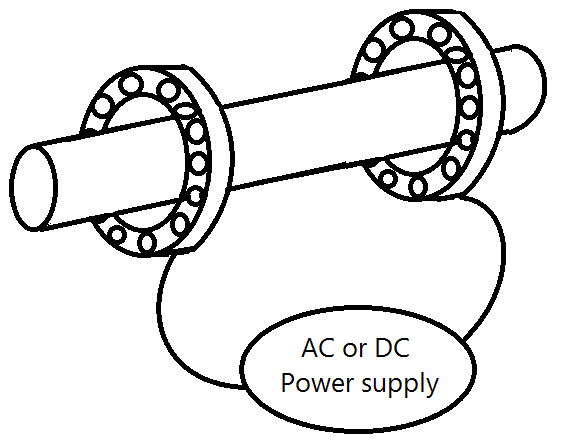
نمایی ساده از موتور بلبرینگ

موتور بلبرینگ یک موتور الکتریکی است که شامل دو بلبرینگ و یک محور است.

## روش کار
یک منبع تغذیه متناوب یا مستقیم به دو بلبرینگ همان‌گونه که در شکل آمده است وصل می‌کنیم سپس با دادن یک چرخش اولیه توسط نیروی محرکه خارجی به بلبرینگ ها آنها به چرخش ادامه می‌دهند. برای کارکرد بهتر می‌توان اصطکاک بین بلبرینگ ها و محور را کاهش داد.

## بررسی فیزیک موتور
جریان در بلبرینگ و محور وجود دارد. از طرفی می‌دانیم حول محور حامل جریان میدان مغناطیسی داریم و نیز می‌دانیم میدان مغناطیسی و جریان بر یکدیگر اثر می‌گذارد و باعث ایجاد نیرو می‌شود که نیروی لورنتس نام دارد پس بلبرینگ به چرخش ادامه می‌دهد.